# 50丁目駅 (IND)
50丁目駅（50ちょうめえき、英: 50th Street）はマンハッタン区ヘルズ・キッチンにあるニューヨーク市地下鉄IND8番街線およびINDクイーンズ・ブールバード線の駅である。50丁目 - 8番街にあり、ホーム階は2層構造になっている。下層階には終日E系統が停車し、上層階には深夜帯以外はC系統、深夜帯はA系統が停車する。

## 駅構造
| G  | 地上階                       | 出入口 |
| B1 | 相対式ホーム、右側ドアが開く | 相対式ホーム、右側ドアが開く |
| B1 | 北行緩行線                   | ← 深夜帯：インウッド-207丁目駅行き（59丁目駅） ← 168丁目駅行き（59丁目駅） |
| B1 | 北行急行線                   | ← 通過 |
| B1 | 南行急行線                   | → 通過 → |
| B1 | 南行緩行線                   | → 深夜帯：ファー・ロッカウェイ-モット・アベニュー駅行き（42丁目-ポート・オーソリティ・バスターミナル駅）→ ユークリッド・アベニュー駅行き（42丁目-ポート・オーソリティ・バスターミナル駅）→ |
| B1 | 相対式ホーム、右側ドアが開く | |
| B2 | 相対式ホーム、右側ドアが開く | 相対式ホーム、右側ドアが開く |
| B2 | 北行 QBL                     | ← ジャマイカ・センター-パーソンズ/アーチャー駅行き（7番街駅） |
| B2 | 仕切り壁                     | |
| B2 | 南行 QBL                     | → ワールド・トレード・センター駅行き（42丁目-ポート・オーソリティ・バスターミナル駅）→ |
| B2 | 相対式ホーム、右側ドアが開く | |

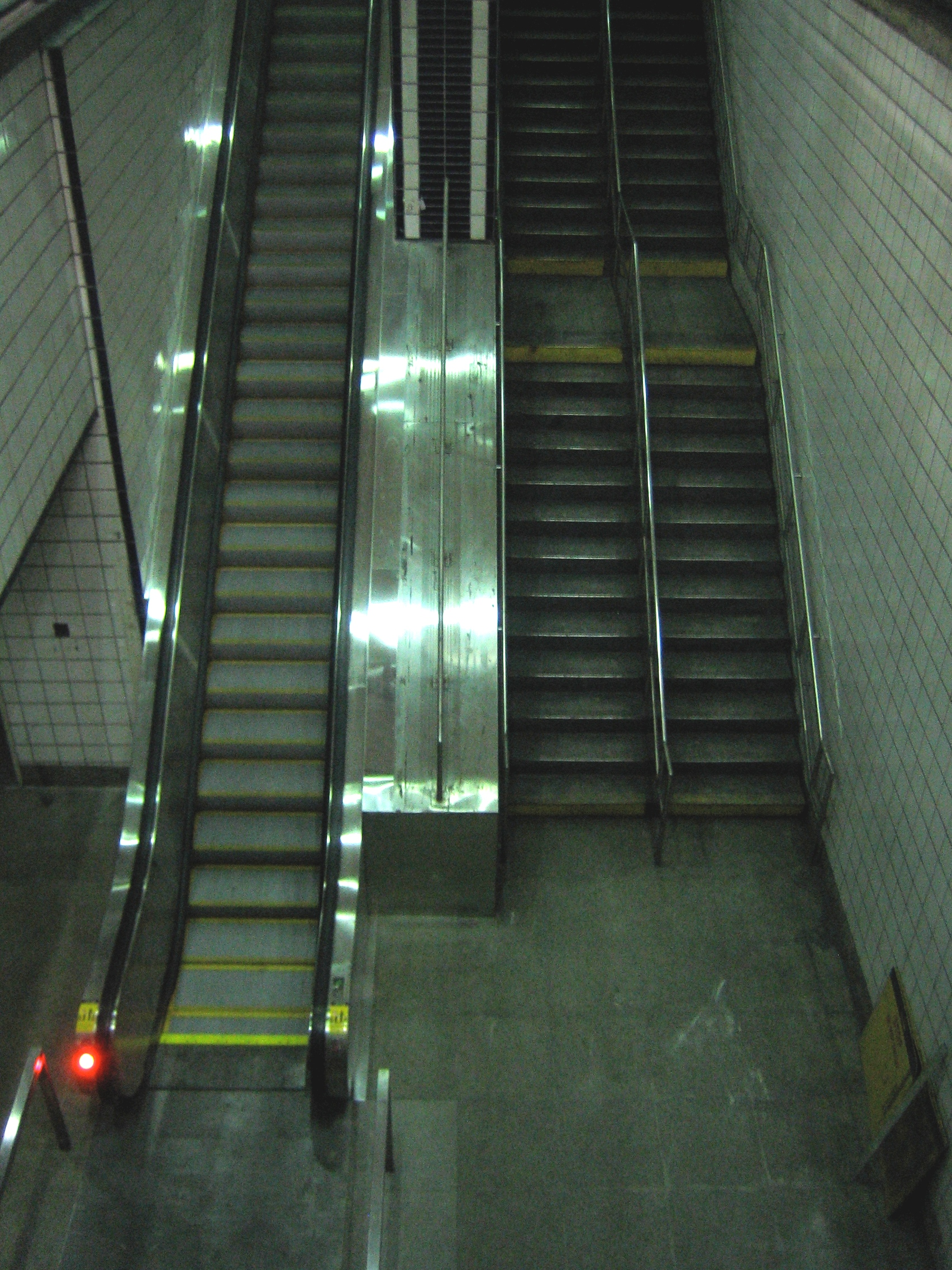
下層階南行ホームから上がってくるエスカレーター

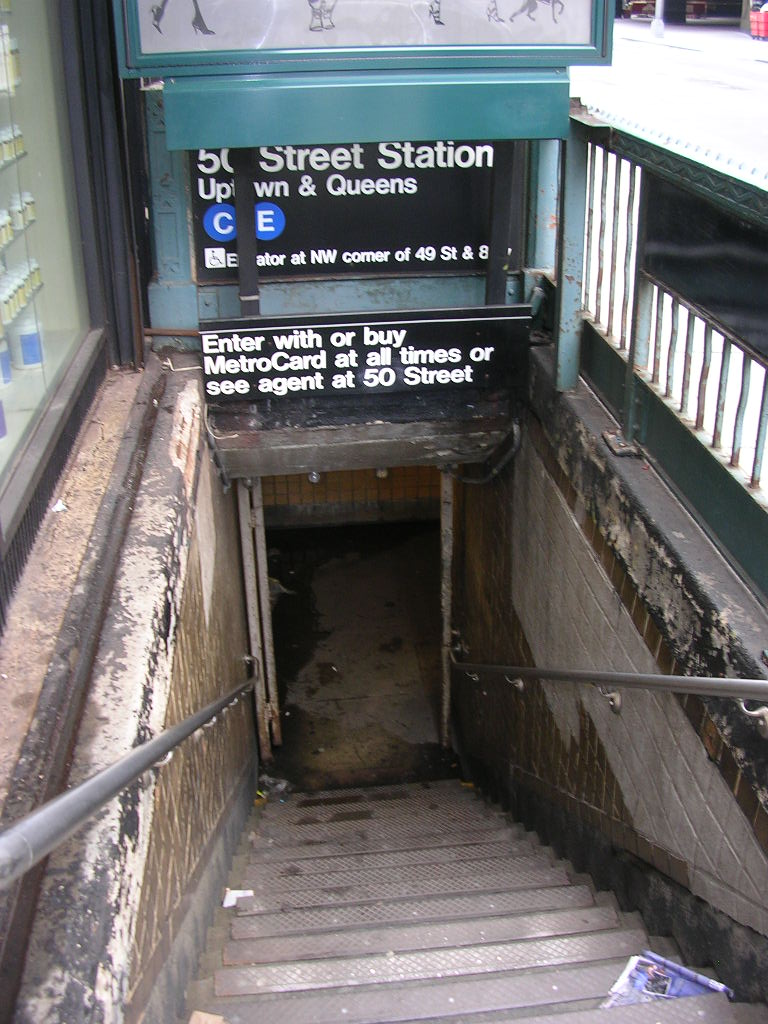
表通りに面した階段

50丁目駅は全体として相対式ホーム4面6線の駅である。上層階は相対式ホーム2面4線でセントラルパーク・ウェストとの間の8番街線各駅停車が発着する。中央の急行線は日中の8番街線急行が通過し、ホームは設けられていない。改札はホーム階にある。
下層階は相対式ホーム2面2線で、カーテンウォールで仕切られている。 北行線は42丁目-ポート・オーソリティ・バスターミナル駅で緩行線と急行線が合流している。 南行線は8番街線の緩行線および急行線の両方から入線できる。最近まで、42丁目-ポート・オーソリティ・バスターミナル駅の下層にある廃駅に行くこともできた（7系統延伸工事により廃駅を分断する形でIRTフラッシング線を延伸したため現在は通行不可）。上下2層はずらして配置されており、上層階は50丁目から52丁目にかけて、下層階は49丁目から51丁目にかけて設けられている。同一方向の層間乗換はできるが、方向をまたいで直接乗換はできない。
50丁目駅の南行側メザニンは広く、西49丁目と西50丁目にはエレベーター2台を備えた出口が設けられており、ADA対応になっている（1台は表通り - メザニン間、もう1台はメザニン - 上層階ホームおよび下層階ホーム間）。メザニンはワン・ワールドワイド・プラザ建設に合わせて改装された。マット・マリガンが制作した無題の花崗岩の彫刻がダウンタウン方面上層階ホームに1989年から展示されている。2005年-2009年のMTAの投資計画では駅のアップタウン側にエレベーターを設置することとされ、閉鎖されていた下層階ホームへの階段も開放することになっていたものの、エレベーターの予算は確保できなかった。一方、ダウンタウン側には下層階ホームへのエスカレーターや周辺ビルのファサードへの出口が設けられていて、エレベーターもなくADA非対応のアップダウン側との差は大きかった。主に駅の北端から表通りへの出口、たとえば8番街 - 52丁目交差点の四つ角に出る階段すべてやダウンタウン方面ホームから8番街 - 51丁目交差点の北西角への出口は閉鎖されたままだった。他にも、アップタウン側から8番街 - 49丁目交差点南東角に出る階段も閉鎖されたままだった。

## 大衆文化における駅
- ニコロデオンのドラマシリーズ Taina （2001年-2002年）では、オープニングでテーマソングが流れる中、主人公が駅から出るところや入線してくる列車のショットが登場する。他にも、乗客が降車する様子や急行が通過するシーンがアイキャッチで登場している。
- ネットフリックスのドラマシリーズ『デアデビル』の第1話『イントゥ・ザ・リング（"Into the Ring"）』では50丁目駅の外でフォギー・ネルソンが友人のブレット・マホーニー軍曹と会って葉巻で釣るシーンが登場する。

## 外部リンク

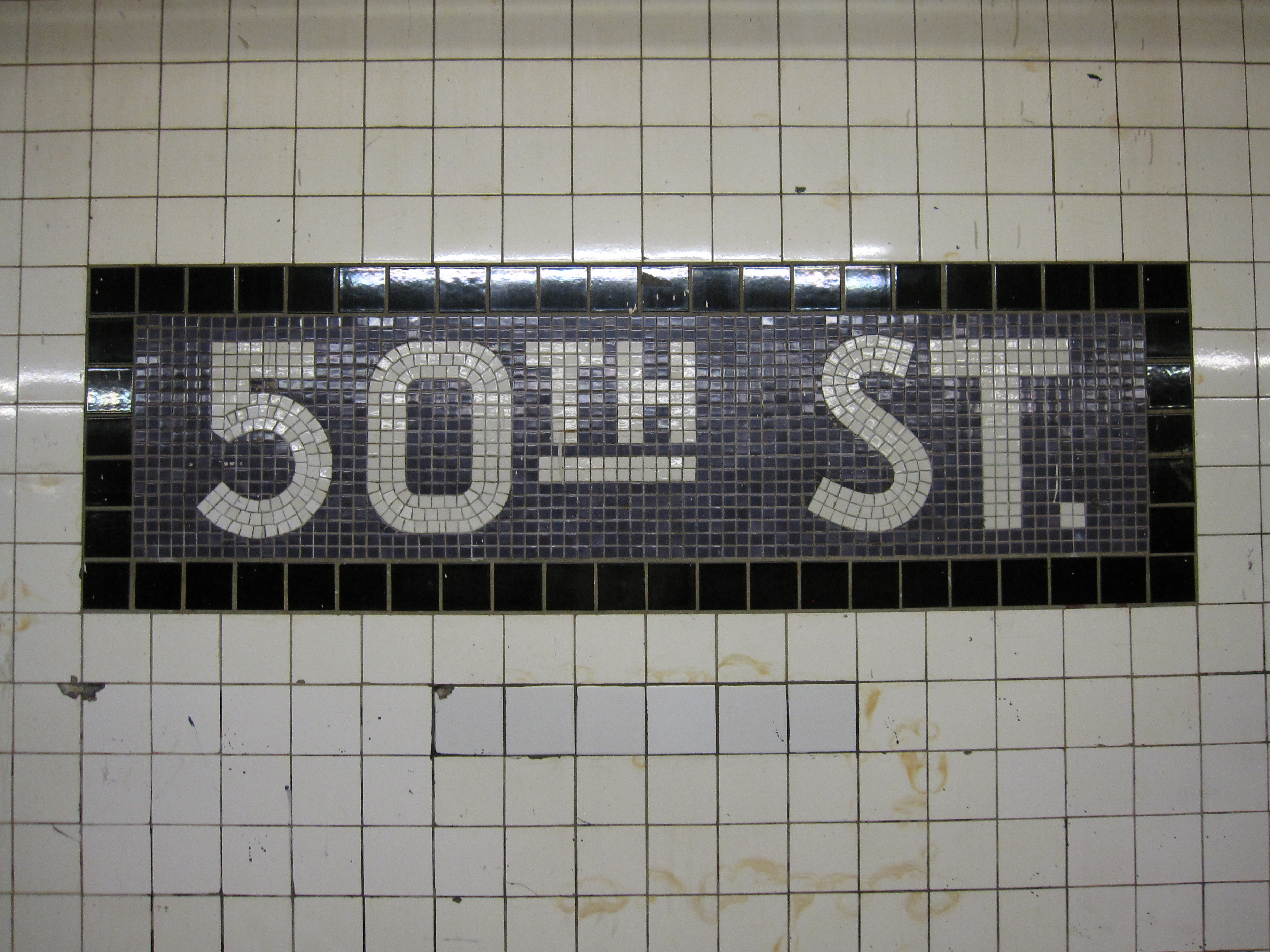
モザイクの駅名標